# Gianpaolo Dozzo
Gianpaolo Dozzo (Quinto di Treviso, 2 ottobre 1954 – Quinto di Treviso, 4 giugno 2024) è stato un politico italiano, capogruppo della Lega Nord alla Camera dei deputati dal 2012 al 2013.

## Biografia
Svolse le prime esperienze politiche a livello comunale, entrando per quattro legislature consecutive (1985-2004, salvo un'interruzione nel 1996-1999 per l'elezione a deputato) nel consiglio comunale di Quinto di Treviso, sempre tra le file della Liga Veneta-Lega Nord.
Fu eletto alla Camera dei deputati nel 1994, nel 1996 (con il ruolo di vice capogruppo alla Camera) e nel 2001 nel collegio uninominale di Montebelluna.
Fu sottosegretario di Stato al Ministero delle politiche agricole e forestali nel Governo Berlusconi II e nel terzo governo Berlusconi.
Venne riconfermato deputato nel 2006 nella circoscrizione Veneto 2. Durante la XV Legislatura fu membro della Commissione agricoltura e vice-capogruppo vicario della Lega Nord alla Camera dei deputati.
Il 26 gennaio 2012 sostituì Marco Reguzzoni in qualità di capogruppo della Lega Nord alla Camera dei deputati.
Il 4 dicembre 2011 fu nominato dal presidente Roberto Calderoli vicepresidente del Parlamento del Nord.
Il 2 marzo 2015 fu nominato, da parte del consiglio federale della Lega, commissario ad acta per la gestione della Liga Veneta in vista delle elezioni regionali.